# 越剧剧目列表
越剧剧目列表是一个包含越剧剧目的列表

## 古装剧
- 《白蛇传》
- 《北地王》
- 《碧玉簪》
- 《春香传》
- 《打金枝》
- 《第十二夜》
- 《断指记》
- 《二堂放子》
- 《风雪雨樵》
- 《箍桶记》
- 《汉文皇后》
- 《何文秀》
- 《红楼梦》
- 《蝴蝶梦》
- 《花中君子》
- 《魂断铜雀台》
- 《金山战鼓》
- 《客店成亲》
- 《孔雀东南飞》
- 《寇准罢宴》
- 《梨花情》
- 《李翠英》
- 《李清照》
- 《李娃传》
- 《莲花女》
- 《梁山伯与祝英台》
- 《陆游与唐琬》
- 《梅龙镇》
- 《孟丽君》
- 《末代皇后》
- 《南冠草》
- 《南唐遗事》
- 《盘夫索夫》
- 《盘妻索妻》
- 《凄凉辽宫月》
- 《倩女离魂》
- 《情探》
- 《三看御妹》
- 《沙漠王子》
- 《山河恋》
- 《十一郎》
- 《王老虎抢亲》
- 《五女拜寿》
- 《西厢记》
- 《西园记》
- 《血染深宫》
- 《血手印》
- 《杨乃武》
- 《玉蜻蜓》
- 《玉簪记》
- 《云中落绣鞋》
- 《则天皇帝》
- 《状元打更》
- 《追鱼》

## 现代剧
- 《蔡锷与小凤仙》
- 《第一次的亲密接触》
- 《疯人院之恋》
- 《家》
- 《浪荡子》
- 《雷雨》
- 《藜斋残梦》
- 《流花溪》
- 《鲁迅在广州》
- 《三月春潮》
- 《舞台姐妹》
- 《祥林嫂》
- 《一缕麻》
- 《玉卿嫂》
- 《早春二月》
- 《忠魂曲》